# GasTerra
GasTerra — нидерландская газовая компания. Половина акций принадлежит государству, по 25 % у Shell и ExxonMobil.

## История
Компания была создана в 2005 году отделением от Nederlandse Gasunie; GasTerra получила активы, связанные с торговлей и распределением природного газа, а газотранспортной бизнес остался у Gasunie. Первоначально компания занималась торговлей газом, добываемым на Гронингенском газовом месторождении, однако, с постепенным сокращением добычи, всё большую роль начал импорт сжиженного газа и переработка его до стандартов нидерландской газовой сети; с 2018 года Нидерланды стали импортёром природного газа. В начале 2022 года делались заявления о прекращении добычи в середине 2022 года и о ликвидации GasTerra в конце 2024 года.
В мае 2022 года GasTerra отказалась от дальнейшей покупки российского газа в связи с требованием платить за него в рублях.

## Деятельность
За 2021 год компанией было продано 44,2 млрд м³ природного газа, из них 24,0 м³ — в Нидерландах, 20,2 млрд м³ — в других странах Европы. Основными источниками газа были Гронингенское месторождение (9,7 млрд м³), малые месторождения Нидерландов (10,5 млрд м³), импорт (6,3 млрд м³, Норвегия и Россия).